# Herrengasse (Wien)

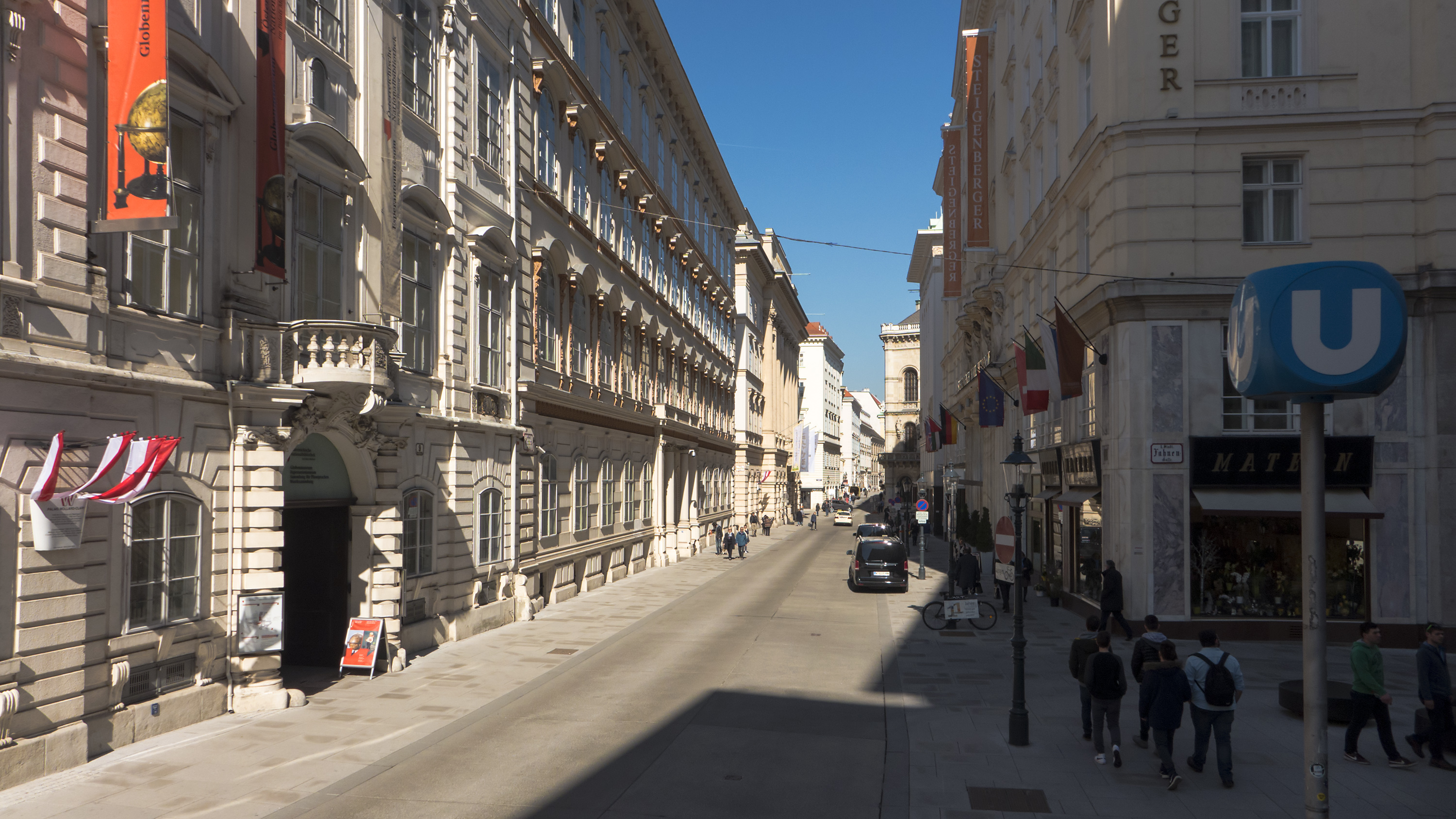
Herrengasse in Richtung Norden

Die Herrengasse ist eine Straße im 1. Wiener Gemeindebezirk, der Inneren Stadt.

## Geschichte
Der Straßenverlauf geht auf die römische Limesstraße zurück. Erste urkundliche Erwähnung fand sie 1216. Der Abschnitt zwischen der Freyung und der Augustinerstraße war im Mittelalter als Hochstraße bekannt.
Aufgrund der Nähe zur Hofburg, der Residenz der Habsburger, begann sich der Adel bevorzugt hier, also in der unmittelbaren Nähe des kaiserlichen Palasts, anzusiedeln.
1513 errichteten die niederösterreichischen Stände (Herren) hier ihr Landhaus. Seit 1547 heißt der Straßenzug Herrengasse. Bis heute existieren zahlreiche ehemals adelige Palais in der Herrengasse, die allerdings zum größten Teil in Büronutzung übergeführt wurden. Heute wird der Ausdruck Palais aber auch für gründerzeitliche Zinshäuser oder das ehemalige Gebäude der Österreichisch-ungarischen Bank verwendet.

### Umgestaltung zur Begegnungszone
Am 9. März 2016 wurde nach zwei Jahren Planung die Umgestaltung der 430 m langen Gasse und des 120 m langen Bereichs Fahnengasse / Wallnerstraße zur Begegnungszone vorgestellt. Radverkehr, öffentlicher Bus, Kfz-Verkehr und Fiaker wurden limitiert auf 20 km/h Tempo.
Außer der Bushaltestelle am Michaelerplatz wurde die gesamte Straßenbreite in einem durchgehenden Niveau gepflastert, um Menschen das Zufußgehen komfortabler zu machen. Routen für den Bus wurden mit kontrastierender Pflasterung vorgezeichnet.
Die Finanzierung der Umgestaltung in der Höhe von 5,5 bis 6 Mio. € erfolgte – neuartig – durch die 10 bis 15 Hauseigentümer entsprechend der Länge der Gebäudefronten – darunter auch das Innenministerium. Die Anrainer haben sich vertraglich dazu verpflichtet und in der „Initiative Herrengasse +“ zusammengewirkt. Die Stadt Wien (MA 31) trug die Kosten der Erneuerung der Wasserversorgung von 480.000 €.
Die neue Begegnungszone wurde am 1. Dezember 2016 eröffnet.

## Markante Gebäude

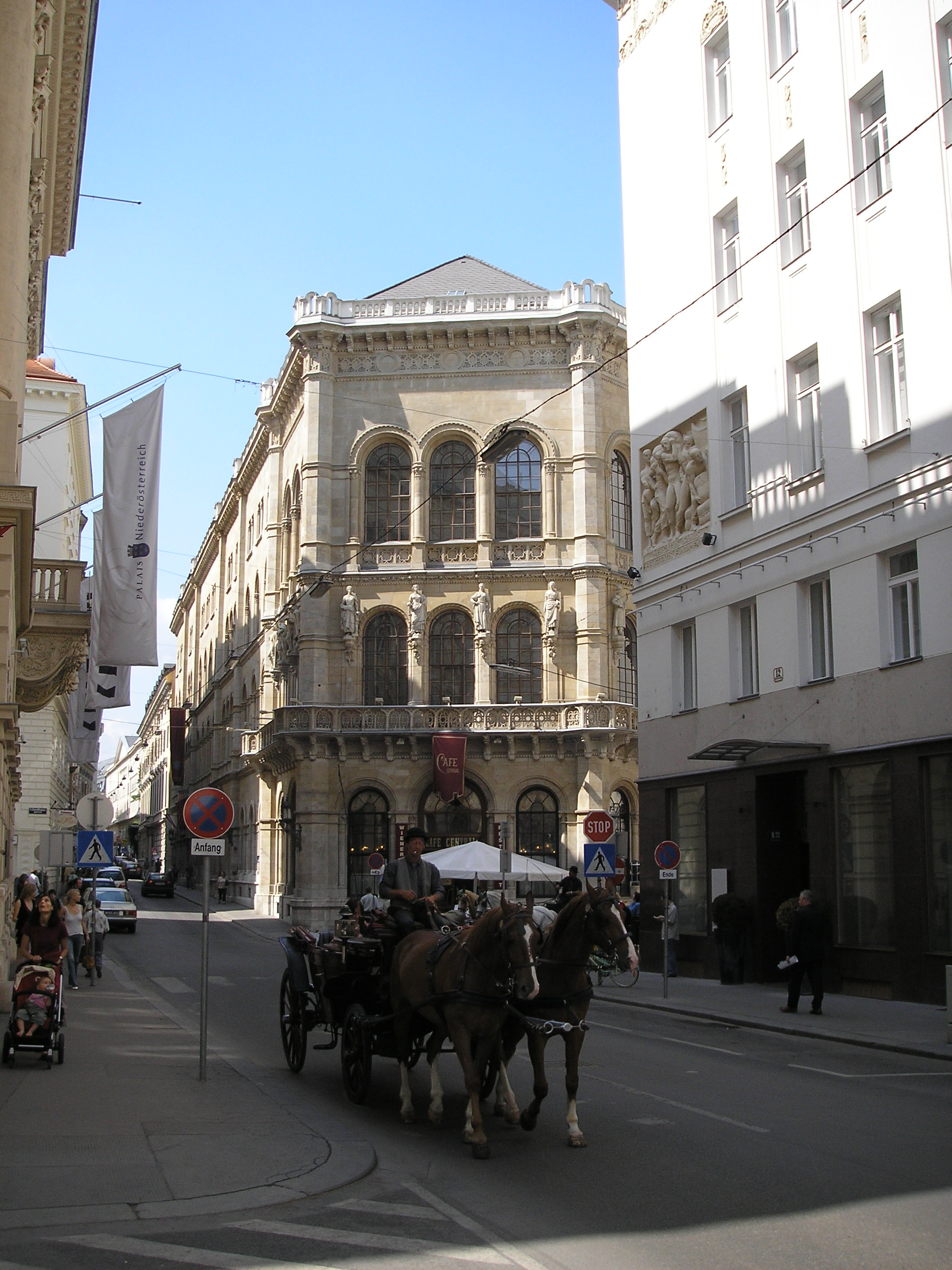
Palais Ferstel

- Nr. 1 und 3: Palais Herberstein (erbaut 1897 anstelle des Palais Dietrichstein mit dem berühmten Café Griensteidl)
- Nr. 5: Palais Brassican-Wilczek (ehemals Palais Lembruch, 1737)
- Nr. 7: Palais Modena (1811); 1872–1918 Sitz des k.k. Ministerpräsidenten, heute Innenministerium
- U-Bahn-Station Herrengasse: Die 1991 eröffnete U3-Station hat in der Fahnengasse, einer kurzen Seitengasse, einen ihrer beiden Zugänge.
- Nr. 6 und 8: Hochhaus Herrengasse, auch Fahnengasse 2 und Wallnerstraße 5–7, das erste Hochhaus in Wien, errichtet anstelle des 1913 abgerissenen Palais Liechtenstein
- Nr. 9: Palais Mollard-Clary (1689)
- Nr. 10: Hier befand sich von 1914 bis 2006 das Café Herrenhof; das als Hotel verwendete Gebäude befindet sich im Eigentum einer 2015 von Karl Wlaschek hinterlassenen Stiftung.[3]
- Nr. 11: Palais Niederösterreich (ehemals Niederösterreichisches Landhaus, 1839–1848 errichtet, bis 1996 Sitz der niederösterreichischen Landesregierung)
- Nr. 14: Palais Ferstel (ehemals Österreichisch-ungarische Bank, 1856–1860, auch Freyung 2), im Erdgeschoß befindet sich das Café Central, in einem Durchgang der Donaunixenbrunnen.
- Nr. 17: ehemals Österreichisch-ungarische Bank dann Österreichische Nationalbank erbaut durch Raphael Rigel[4] nach Entwürfen von Charles de Moreau in den Jahren 1821–1823 seit 1994 Tschechisches Zentrum
- Nr. 19: Palais Batthyány (umfasst Teile des früheren Palais Orsini-Rosenberg, 1716; das Gebäude befindet sich im Eigentum einer 2015 von Karl Wlaschek hinterlassenen Stiftung.[5])
- Nr. 21: Palais Trauttmansdorff (1834–1838)
- Nr. 23: Palais Porcia (1546)